# Alampyris marginella
Alampyris marginella là một loài bọ cánh cứng trong họ Cerambycidae.